# Rebekka Matter-Linder
Rebekka Matter-Linder (* 10. April 1982) ist eine Schweizer Politikerin (Grüne).

## Leben
Rebekka Matter-Linder wuchs in Oekingen im Wasseramt auf. Sie war Mitglied der Jungwacht Blauring Kriegstetten und in ihrer Jugend Schar-, Lager- und Kantonsleiterin der Jungwacht Blauring des Kantons Solothurn. Matter-Linder machte eine kaufmännische Ausbildung zur Reiseberaterin und absolvierte von 2004 bis 2010 ein Studium der Soziokulturellen Animation an der Hochschule Luzern. Ab 2004 baute sie die Jugendarbeitsstelle Unterleberberg mit auf, die sie anschliessend bis 2019 leitete. Seit 2019 ist Rebekka Matter-Linder Jugendarbeiterin und Sozialdiakonin der reformierten Kirchgemeinde Wasseramt. Sie ist verheiratet, Mutter von drei Kindern und lebt in Oekingen.

## Politik
Rebekka Matter-Linder rückte 2022 für die zurückgetretene Simone Wyss Send in den Kantonsrat des Kantons Solothurn nach. Sie ist Mitglied der Bildungs- und Kulturkommission.
Rebekka Matter-Linder ist Mitglied der Arbeitsgruppe Bildung und Kultur der Grünen Kanton Solothurn. Sie ist Vorstandsmitglied des Dachverbands Kinder- und Jugendarbeit Kanton Solothurn und seit 2022 Stiftungsrätin der Stiftung Alpenblick für die Wasserämter Jugend.